# Stinson L-13
El Stinson L-13 (a veces conocido como Grasshopper, como otros aviones de este tipo) fue un avión utilitario militar estadounidense que voló por primera vez en 1945.

## Diseño y desarrollo
Desarrollado cuando Stinson era una subsidiaria de Consolidated Vultee, los derechos de fabricación no se incluyeron en la venta de Stinson a Piper en 1948. Por lo tanto, la producción en masa fue asumida por Convair, que construyó 300 de ellos, con la designación interna de Model 105.
Era un monoplano convencional de ala alta y rueda de cola, usado para realizar tareas de observación, enlace y ambulancia aérea. Disponía de ventanas en el techo que mejoraban considerablemente la visibilidad. Además, para facilitar el almacenamiento en tierra, las alas y los planos de cola eran plegables, junto con las ruedas principales, que podían girarse en el eje vertical, quedando debajo del fuselaje.
Tras su servicio militar, algunos fueron convertidos para ser usados civilmente como aviones de zonas remotas, siendo equipados con un motor radial por la Acme Aircraft Company como el Centaur, mientras que otros fueron sometidos a conversiones similares por Caribbean Traders Inc, como el Husky.

## Variantes

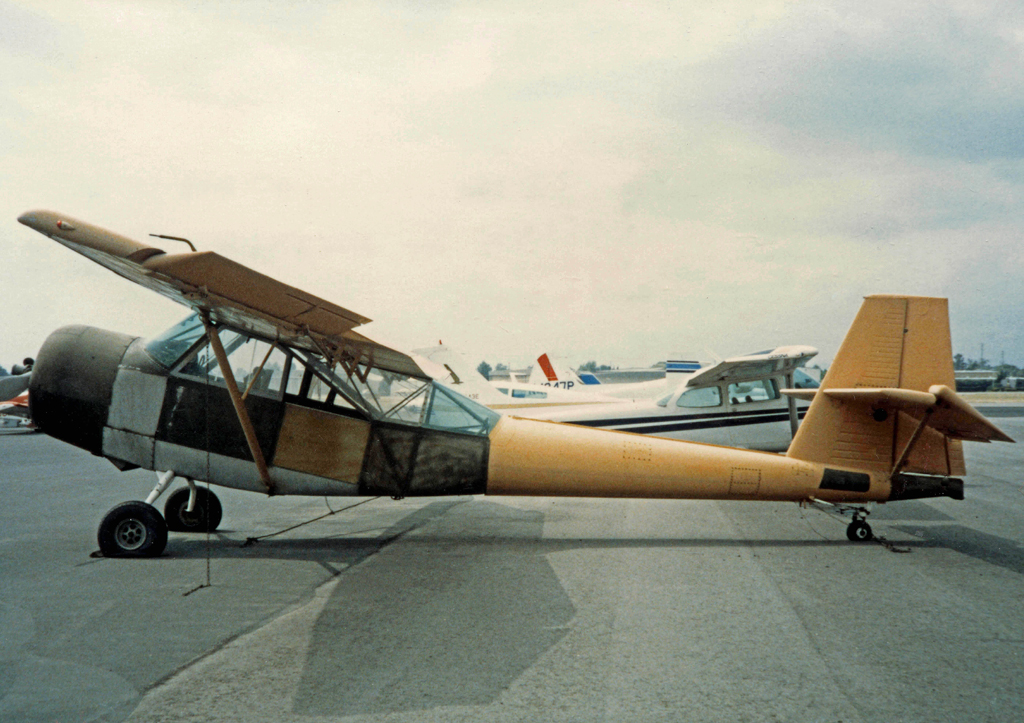
L-13A convertido al estándar del Caribbean Traders Husky III con un motor Wright R-975 de 450 hp.

XL-13
Prototipo, propulsado por un motor Franklin O-425-6 de 183 kW (245 hp). Dos construidos.
L-13A
Aviones de producción, propulsados por un motor O-425-9 de 187 kW (250 hp). 300 construidos.
L-13B
Conversión de L-13A para operar en ambiente frío, capaz de usar ruedas, esquíes o flotadores. 28 convertidos.
Acme Centaur 101
Conversión de L-13 como avión de zonas remotas de seis asientos. Propulsado por un Lycoming R-680-E3 de 224 kW (300 hp).
Acme Centaur 102
Similar al Acme Centaur 101, con un radial Jacobs R-755-A2 de 300 hp.
Caribbean Traders Husky I
Conversión civil de L-13A. Retenía el motor O-425.
Caribbean Traders Husky II
Conversión civil de L-13A. Propulsado por un motor R-680-13 de 300 hp en un montaje motor modificado con capacidad de oscilación para facilitar el mantenimiento.
Caribbean Traders Husky III
Similar al Husky II, pero propulsado por un motor radial Wright R-975-7 de 338 kW (450 hp).
Servicair Loadmaster
Reconstrucción de L-13A con motor radial Pratt & Whitney R-985-AN-1 de 450 hp y cabina redistribuida para cuatro asientos.

## Operadores
Estados Unidos
- Fuerza Aérea de los Estados Unidos
- Ejército de los Estados Unidos: recibió 43 L-13A ex Fuerza Aérea tras el estallido de la guerra de Corea, sirviendo en los Estados Unidos continentales para liberar aviones que pudieran servir en ultramar.[7]

## Especificaciones (L-13A)
Referencia datos: General Dynamics Aircraft and their Predecessors

### Características generales
- Tripulación: Uno (piloto)
- Capacidad: Dos pasajeros
- Longitud: 9,7 m (31,8 ft)
- Envergadura: 12,3 m (40,5 ft)
- Altura: 2,6 m (8,4 ft)
- Superficie alar: 25 m² (269,1 ft²)
- Peso vacío: 939 kg (2069,6 lb)
- Peso cargado: 1445 kg (3184,8 lb)
- Planta motriz: 1× motor bóxer de seis cilindros refrigerado por aire Franklin O-425-9.
  - Potencia: 190 kW (262 HP; 258 CV)

### Rendimiento
- Velocidad máxima operativa (Vno): 185 km/h (115 MPH; 100 kt)
- Velocidad crucero (Vc): 148 km/h (92 MPH; 80 kt)
- Alcance: 592 km (320 nmi; 368 mi)
- Techo de vuelo: 4600 m (15 092 ft)
- Régimen de ascenso: 4,2 m/s (827 ft/min)

## Aeronaves relacionadas

### Aeronaves similares
- L-19 Bird Dog

### Secuencias de designación
- Secuencia Numérica (interna de Convair, continuación de Vultee): ← 102 - 103 - 104 - 105 - 106 - 108 - 109 →
- Secuencia L-_ (Aviones de Enlace de las USAAF/USAF, 1942-1962): ← L-10 - L-11 - L-12 - L-13 - L-14 - L-15 - L-16  →